# Nicolás Cotugno Fanizzi
Nicolás Domingo Cotugno Fanizzi (Sesto San Giovanni, 21 de setembre de 1938) és un salesià, sacerdot catòlic uruguaià d'origen italià. Fou arquebisbe de Montevideo (1998-2014).

## Biografia
Nascut a Itàlia el 1938, estudià a la Societat Salesiana. El 1961 viatjà a l'Uruguai com a missioner. Es doctorà en Teologia Dogmàtica a la Universitat Pontifícia Gregoriana de Roma. El 1971 tornà a l'Uruguai i el 1996 ocupà breument el càrrec de bisbe de Melo fins al seu nomenament com a arquebisbe de Montevideo el 1998.
Cotugno participa del debat polític del país. Durant els darrers anys, ha opinat sobre la llei de l'avortament i sobre el matrimoni homosexual, entre altres temes.